# Бои за Фонтене-ле-Конт
Бои за Фонтене-ле-Конт (фр. Bataille de Fontenay-le-Comte) — боевые действия в мае 1793 года между республиканской и вандейской армиями во время Вандейского восстания за контроль над городом Фонтене-ле-Конт.
13 мая вандейская армия взяла Ла-Шатеньере. Республиканские войска генерала Алексиса Шальбоса были разбиты и отступили к Фонтене-ле-Конту. 14 мая на военном совете лидеры вандейцев решили продолжить наступление до Фонтене-ле-Конт. Со своей стороны республиканцы также провели военный совет в Фонтене-ле-Конте в ночь на 14 мая и решили эвакуировать город и отступить на Ньор, но прибытие 15 мая подкрепления генерала Клода Сандоза убедило их удерживать город. Были вырыты траншеи с брустверами и устроены два редута на направлениях возможного подхода вандейцев. 
16 мая в полдень повстанческая армия пересекла лес Багенар и вышла на равнину Фонтене. Бой начался на открытой равнине, без укрытия для вандейцев, которые привыкли практиковать перестрелку в бокаже (перелеске). Республиканцы позволили повстанцам продвинуться на середину равнины совершенно открыто, а затем открыли огонь, когда те достигли ферм Ле-Гранж, Ле-Гурфаль и Шмен-де-ла-Писсот. В центре силы Руарана дрогнули под картечью и были обращены в бегство штыковой контратакой егерей. Однако на флангах вандейцы продолжали наступление, пока не были контратакованы на своём правом фланге конными егерями Шальбоса. Ранение д'Эльбе внесло дезорганизацию в ряды повстанцев, и они бежали, преследуемые конницей. Лескюр и Ларошжаклен, со своей стороны, овладели окопами на правом фланге республиканцев, но вскоре увидели бегство остальной армии и были вынуждены отдать приказ отступать, чтобы не оказаться в окружении. Затем повстанцы отступили в лес Багенар. Республиканцы преследовали вандейцев до леса, а затем вернулись в Фонтене в 7 часов вечера.
Отбросив вандейцев в бою 16 мая, республиканцы Фонтенэ-ле-Конта посчитали, что одержали решающую победу. Но 17 мая предводители повстанцев решили собрать свои силы и вновь атаковать город. 25 мая объединенные силы вандейцев (от 20 000 до 40 000 человек) возобновили наступление. После посещения мессы ранним утром повстанцы всю дорогу пели гимны и литании, а Кателино шёл с большим посеребренным крестом в руке. Вандейцы пересекли Ла-Шатеньере, не останавливаясь там, и направились к Фонтене-ле-Конту. Вандейская армия была значительно больше республиканского гарнизона (около 6000 человек), но после поражения в бою 16 мая у ее бойцов почти не осталось боеприпасов. В полдень, в сильную жару, повстанческая армия вышла на равнину у города.
Республиканская армия растянулась от правого берега реки Ванде до Ле-Гурфай и от левого берега до Шарзе. Почти все горожане Фонтене, способные носить оружие, вышли защищать город. Бой начинается в час дня на тех же местах, что и 16 мая. С каждым выстрелом республиканской артиллерии вандейцы ложатся на землю, а затем встают и продолжают наступление. Слева Шальбос попытался атаковать во фланг силы Боншана, но огонь повстанцев отбросил их назад. Затем Шальбос отдает приказ атаковать конным егерям, но лишь немногие из них бросаются вперед. Остальные бежали и дезорганизовали пехоту. Центр республиканцев рухнул первым. Вандейская кавалерия атакует и выбивает левое крыло республиканцев, которое сдается последним.
Республиканцы отошли вглубь города. Войска Лескюра и Боншана первыми врываются в Фонтене с севера, а две другие колонны вошли в город с юго-востока и юго-запада. Около 3000 республиканцев оказались в окружении и сдались, остальные бежали в Ньор или Маран. Очень большое количество горожан было убито при бегстве. В 14:30 вандейцы полностью овладели городом. По отчетам представителей в миссии Гупийо де Монтегю и Гарнье де Сента, только от 700 до 800 республиканских солдат достигли Ньора.